# 첨찰산봉수
첨살산봉수는 전라남도 진도군 의신면 사천리 첨찰산 정상에 있다. 2012년 2월 29일 진도군의 향토문화유산(유형유산) 제15호로 지정되었다.

## 개요
첨찰산 봉수는 진도군 의신면 첨찰산 정상에 위치하며, 사천리 쌍계사에서 등산로를 통해 올라갈 수 있으며, 진도군 기상대로 가는 도로를 따라서 봉수지 앞까지 갈 수 있다. 첨찰산은 현 봉대가 위치한 산정을 중심으로 동남쪽의 해발 460m 고지와 남쪽 420m 고지로 연결되어 있다. 첨찰산 정상과 기상대가 자리한 동남봉 사이에는 헬기장이 축조되어 있는 관계로 땅이 다듬어져 있으나, 봉대가 위치한 곳은 암산이다.
현재 봉수대는 자연 암반 위에 원형의 연대가 비교적 양호하게 보존되어 있다. 30×20cm의 자연석으로 난층 쌓기 방식에 의해 구축한 연대는 남북 직경 9m, 동서직경 8.5m, 둘레 30.3m 규모이다. 가장 양호한 서벽의 경우 현 높이 2m 정도이나 그 밖의 다른 부분은 도괴되어 있다. 또한 최근에 쌓은 것으로 보이는 석탑이 연대 내에 자리하고 있어 봉수지에 대한 관리 보호가 시급하다.